# 対岸経営
対岸経営（たいがんけいえい）とは、台湾総督児玉源太郎と民政長官後藤新平時代の台湾総督府（いわゆる児玉・後藤政治）において、軍事面ではなく、もっぱら経済面により対岸地域とりわけ福建省へ影響力拡大を目指すという方針である。日本統治時代の台湾において唯一集中的に行われた福建省等対岸地区に対する経済的攻勢である。

## 背景
日本による台湾領有後1902年頃までは、台湾人武装抗日運動「犯」が対岸である中国福建省に逃げこむという状況が続いていた。総督府は、島内治安維持のため、さらには中国大陸南部地域への影響力をのばすため対岸とりわけ福建省廈門に注目していた。1900年（明治33年）の義和団事件に乗じて廈門に出兵し軍事的占拠も試みられた（廈門事件）が、この試みは成功せず、事件後はもっぱら経済的側面によるという「対岸経営」の方針がとられた。総督府が、この「対岸経営」の実行機関として1902年（明治35年）福建省廈門にて設立させたのが、「三五公司」である。その首脳者として愛久澤直哉が選ばれた。この三五公司は、表面上は日本と中国の合弁会社の形態をとるが、国家的色彩の強い機関であった。

## 三五公司の事業<1>‐福建省における樟脳専売事業
三五公司の事業としてあげられるのは、まず福建省で産出される樟脳の専売事業である。樟脳は当時台湾の特産品であり、総督府の財政の維持に大きな役割を果たしていた。1901年（明治34年）上海在住の林朝棟（台中出身の台湾名望家）が清国の福建省当局から樟脳専売権を獲得しようとした。しかし資金を集めることに困難を来たした林は総督府に資金援助を求めた。当時の台湾総督児玉源太郎は、これを「天与の恵み」と考えた。福建省の樟脳独占専売による利益が得られるのみならず、台湾の樟脳原木資源の温存ができ、それにより樟木生産地である「蛮地」との緊張を緩和することができるからである。のみならず対岸における日本の勢力拡大が期待された。そこで総督府は、林を排して愛久澤直哉を樟脳専売の実行者として任命した。愛久澤は一豪商を装い、廈門にて三五公司の責任者として総督の事業を代行することになった。愛久澤は、まず林に対して設備の弁償金として2万円を支払い、林を福建省樟脳専売事業より切り離し、新設された「官脳局」の技師となった。「官脳局」すなわち実質的には三五公司の樟脳の移出・輸出量は1907年（明治40年）には、約2700斤に上り、1901年の設立時のそれの17倍となった。

## 三五公司の事業<2>‐潮汕鉄道の経営
1895年（明治28年）の日清戦争以後日本は中国大陸に対し、商工業の進出をはかると同時に鉄道建設による利権確保を図ろうとしていた。とりわけ福建省は、イギリスの勢力が弱く、台湾の対岸にあたるので、中国大陸における日本の鉄道建設計画の最初の目標地になった。鉄道技師の小川資源は、官命を帯び1899年（明治32年）と1902年（明治35年）に浙江、福建、広東各省の調査を行った。これにより、浙江省杭州から福建省福州、廈門を経由し広東省広州府に至る「東南海岸幹線」が計画された。この計画にあって、もっとも利益をあげ得るのは、汕頭‐潮州間の支線であった。1903年（明治36年）、広東省梅県出身の客家張煜南をリーダーとする東南アジア華僑グループが、汕頭‐潮州間鉄路（潮汕鉄道）の敷設権を得た。張は、台湾籍の阿片商人である呉理卿と資金協力の約束を交わした後、「潮汕鉄道公司」を設立し、200万元の資本を募集した。持ち株の割合は張煜南と謝栄光が共有で100万元、呉理卿と林麗生（台湾籍）が共有で100万元とされた。この呉から愛久澤は潮汕鉄道の情報を知ることになる。本鉄道敷設の申請書において株式募集の範囲が中国人に限られていたので、愛久澤は林麗生の名義で100万元を出資した（呉は途中より潮汕鉄道の出資より撤退）。この資金は、台湾総督府「台湾罹災救助基金」より流用されている。潮汕鉄道には、イギリスも興味を示し始めていた。愛久澤は建設請負契約の調印を急いだ。1903年（明治36年）12月6日南洋より帰国した張煜南の乗る汽船が香港に到着するや、時を移さず船室内で調印を行った。愛久澤は、契約書を携えて直ちに台湾に渡り、総督府民政長後藤新平に報告した。後藤は「（潮汕鉄道取得の）意外の成功を驚喜する余り、立って該契約書類を拝して、我南清経営の根拠成れりと絶叫された」とされる。1904年（明治37年）4月愛久澤直哉が建設を請け負い、5月には台湾総督府が鉄道部技師佐藤謙之助らを派遣し、測量工作をさせ、8月には実測を完了した1906年（明治39年）末2年余りの工事期間を経て完了した。三五公司が直ちに会社と営業契約を結んだ。これにより会社の営業部門の実権は三五公司が完全に掌握することになった。

## その他の三五公司の事業
廈門にて台湾総督府の補助を得て東亜書院という学校が設立され、1904年（明治37年）より経営を三五公司に委託した。同学校は、潮汕鉄道の事務員の養成機関としての性格を持つようになった。また、南洋華僑の資金集合を目的とする銀行を潮汕鉄道の付設機関とした「香港源成銀行及び倉庫会社（源成銀行）」も設立した。他にも仏領東京採貝業務、龍岩及び福建鉄路業務、汕頭水道事業などを行っている。

## 対岸経営からの撤退
これらの三五公司の事業が順調に発達すれば満洲における南満洲鉄道のような植民会社となるはずであった。しかし、三五公司の各事業はそれぞれ不振に陥る。まず樟脳の移出・輸出量は1907年（明治40年）にピークを迎えた後、資源の枯渇等により産出量の激減をみる。また、総督府による福建省の樟脳の専売は列強各国の反発を招いた。清国政府にとっても「官脳局」は自己に何ら利益をもたらさない厄介者であったため、「官脳局」撤廃の要求が高まった。さらに、海外市況の不振、台湾樟脳による圧迫等もあり、1910年（明治43年）には三五公司による樟脳専売は中止せざるを得なくなった。潮汕鉄道は、自然災害、戦乱、兵士の無料搭乗、天下り人事の弊害等により殆ど利益がなかった。東亜書院も、1909年（明治42年）以降事業の不振により、事実上閉鎖され、1910年（明治43年）ついに正式に廃校になった。総督府は三五公司に対して継続的な支持補助をせず、1907年（明治40年）頃までには三五公司への補助金はなくなった。三五公司は対岸におけるすべての事業において撤退を余儀なくされた。